# Wilhelm von Winterfeld

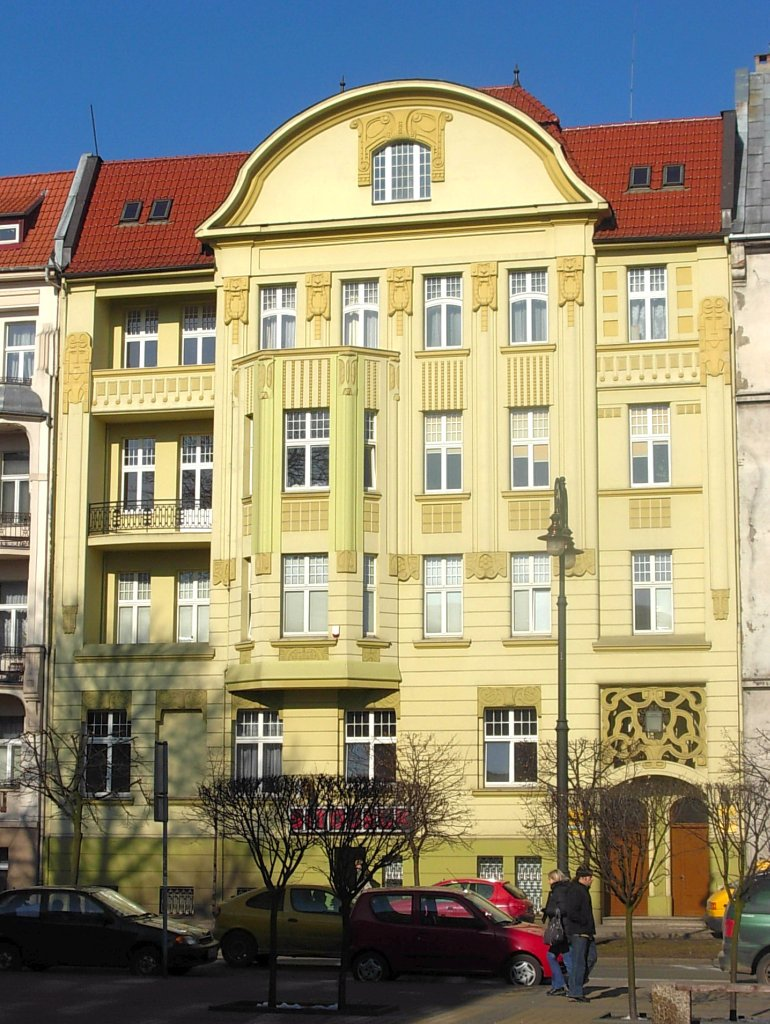
Kamienica, w której mieściło się w latach 1906–1921 Bydgoskie Konserwatorium Muzyczne, w którym dyrektorem był Wilhelm von Winterfeld

Wilhelm von Winterfeld (ur. 18 grudnia 1880 w Petrovaradinie, zm. 1 października 1943 w Zagrzebiu) – niemiecki pianista, skrzypek, kompozytor, pedagog, dyrektor Bydgoskiego Konserwatorium Muzycznego.

## Życiorys
Urodził się 18 grudnia 1880 r. w Petrovaradin na Węgrzech. Był synem Wilhelma i Anny z domu Hanslich. Pochodził z saskiej rodziny szlacheckiej osiadłej w Szwabii nad Dunajem od trzech pokoleń. Częściowo był również pochodzenia żydowskiego. Uczęszczał do królewskiego gimnazjum w Újvidék. Po złożeniu egzaminu dojrzałości podjął studia w Konserwatorium Muzycznym w Pradze. Był uczniem m.in. Antonína Dvořáka, pod kierunkiem którego zgłębiał tajniki kompozycji oraz Otokara Sevćika w klasie skrzypiec. Dodatkowo poznawał tajniki gry na fortepianie i zasady dyrygentury.
Po ukończeniu studiów w 1904 r. przybył do Bydgoszczy dysponując doskonałymi referencjami udzielonymi mu przez praskich profesorów. Trafił na okres organizacji Bydgoskiego Konserwatorium Muzycznego, w czym czynnie uczestniczył współpracując z Arnoldem Schattschneiderem. W latach 1904–1912 był nauczycielem w Konserwatorium prowadząc klasę skrzypiec i fortepianu, wykładając teorię muzyki oraz kierując orkiestrą kameralną złożoną z pedagogów szkoły. Gdy w 1912 r. Arnold Schattschneider przeniósł się do Görlitz, objął po nim stanowisko dyrektora konserwatorium.
W 1914 r. w związku z wybuchem I wojny światowej został powołany do wojska. Walczył jako porucznik, a następnie kapitan piechoty w armii austro-węgierskiej na frontach: serbskim, rosyjskim i włoskim. W marcu 1919 r. powrócił do Bydgoszczy i ponownie objął kierownictwo szkoły w zmienionych warunkach politycznych. Powrót Bydgoszczy do Polski spowodował znaczny odpływ ludności niemieckiej, także dotychczasowych uczniów i pedagogów uczących w konserwatorium. Konieczne stało się okresowe zatrudnienie polskich nauczycieli oraz przyjmowanie większej liczby uczniów Polaków. Szkoła rozwijała także współpracę z polskim Miejskim Konserwatorium Muzycznym, utworzonym w 1927 r. i kierowanym przez Zdzisława Jahnke, a później Irenę Jahnke.
Powszechnie uważany za Niemca, określał siebie jako obywatela świata. W Polsce czuł się dobrze i współpracował z Polakami w każdej dziedzinie sztuki. Na jego uczelni studiowali i uczyli się Niemcy oraz Polacy. Winterfeld współpracował z polskimi orkiestrami wojskowymi oraz przyjaźnił się z wieloma polskimi muzykami z Bydgoszczy, Poznania i Łodzi. Prowadzony przez niego chór i orkiestra występowały w Teatrze Miejskim i w innych salach koncertowych w Bydgoszczy, gdzie organizatorami byli Polacy.
Ważną dziedziną jego działalności obok pracy pedagogicznej było kierowanie orkiestrą niemieckiego teatru amatorskiego Deutsche Bühne w Bydgoszczy. Kierowana przez niego orkiestra szczyciła się wieloma wykonaniami dzieł najwyższej klasy (oratoria, kantaty, koncerty symfoniczne i kameralne, opery i operetki). W jej repertuarze były utwory m.in. W.A. Mozarta, J. Haydna, J.S. Bacha, L van Beethovena, F. Mendelssohna-Bartholdy'ego, A. Dvořáka, E Griega, P. Czajkowskiego, F. Schuberta, F. Chopina, S. Moniuszki i F. Nowowiejskiego. W kwietniu 1930 r. dyrygował orkiestrą Filharmonii Warszawskiej, która wykonała transmitowane przez Polskie Radio „Requiem” G. Verdiego.
Znany był również jako kompozytor, autor wielu utworów przeznaczonych na skrzypce, fortepian, także symfonicznych. Były wśród nich również polki, mazurki i walce, dla których inspiracją była muzyka i tańce ludowe. Był także autorem węgierskich i słoweńskich oraz serbskich pieśni ludowych. Skomponował muzykę do Odprawy posłów greckich Jana Kochanowskiego i tragedii Sofoklesa Król Edyp. Tworzył także etiudy, marsze i różne utwory na skrzypce i fortepian. Często wystawiano jego operetkę pt. Tancerka z miłości oraz fantazję skrzypcową z tematem pieśni węgierskiej Sarica.
Wilhelm von Winterfeld był pierwszoplanową postacią bydgoskiego życia muzycznego w dwudziestoleciu międzywojennym, zwłaszcza w kręgu niemieckiej mniejszości narodowej.
Jego losy po wybuchu II wojny światowej nie są dokładnie znane. Od października 1939 r. do połowy 1943 r. kierował Konserwatorium o zmienionej nazwie „Bromberger Privatschule für Musik”. Przyjmował do tej szkoły Polaków, do czasu zakazu przez władze niemieckie w połowie 1940 r. Potem wyjechał do Jugosławii, zajętej już przez Niemców, być może w poszukiwaniu żony, która zginęła w jednym z tamtejszych obozów koncentracyjnych w 1942 r. Zmarł 1 października 1943 r. na atak serca w Zagrzebiu podczas podróży powrotnej do Bydgoszczy.

### Rodzina
Wilhelm von Winterfeld mieszkał w kamienicy przy al. Mickiewicza 3. Od 1919 r. był żonaty był z Margit Adeline z domu Kraus. Nie miał własnych dzieci, lecz był opiekunem dzieci żony z pierwszego jej małżeństwa: Mary Mösl (ur. 1911) i Franza Viktora Mösl (ur. 1912).
Jego przybrany syn Victor Mösl, występujący pod nazwiskiem Winterfeld ukończył klasę skrzypiec w Bydgoskim Konserwatorium Muzycznym i Wyższą Szkołę Muzyczną w Berlinie. Od 1934 r. koncertował w całej Europie, ale najczęściej w Rzymie, Neapolu, Mediolanie, Londynie, Bydgoszczy i Grudziądzu. Victor Winterfeld był koncertmistrzem Królewskiej Opery w Zagrzebiu i profesorem Królewskiej Akademii Muzycznej.